# Wissens.wert.welt

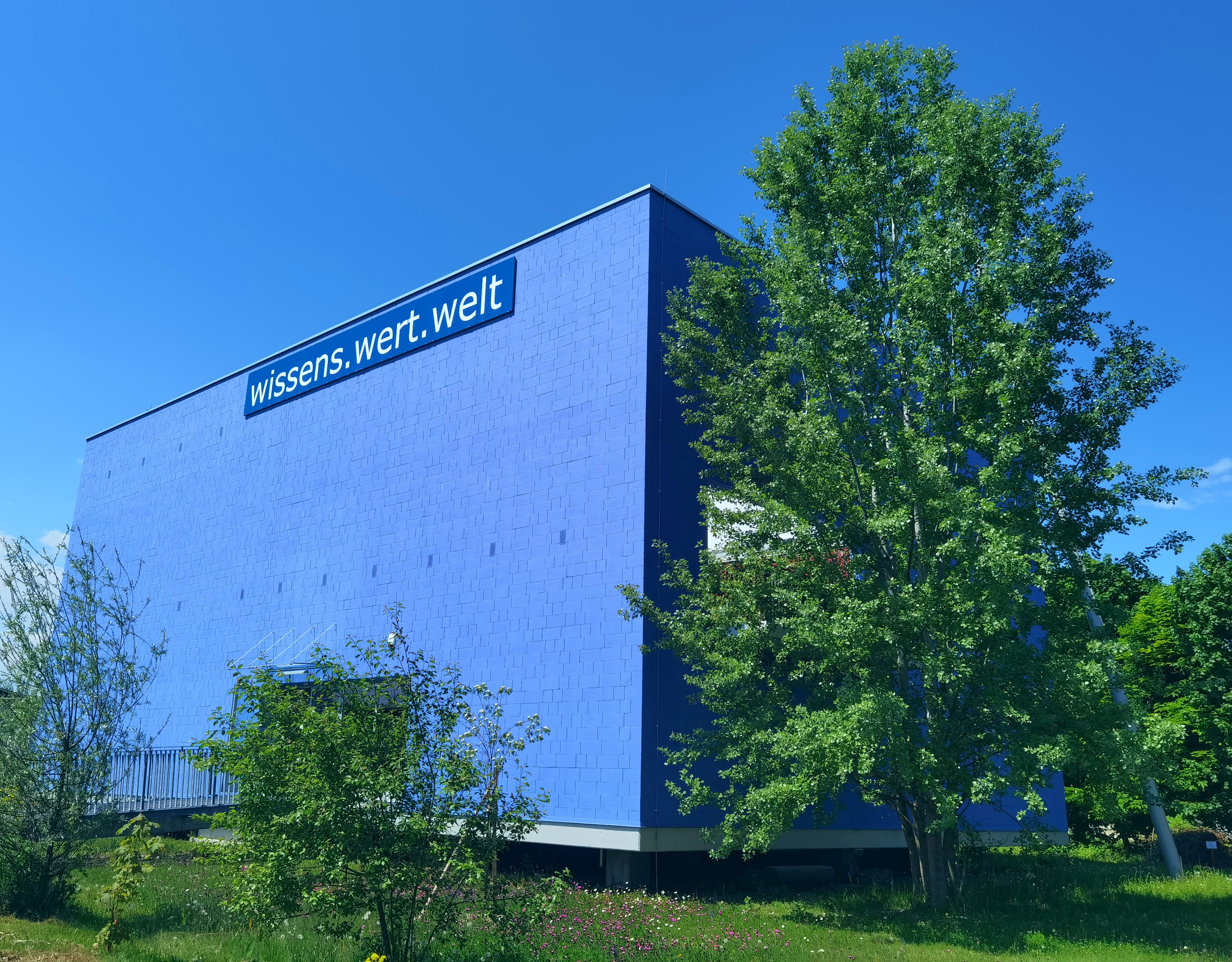
„Blauer Würfel“ der wissens.wert.welt in Klagenfurt

Die wissens.wert.welt ist ein Kindermuseum in Klagenfurt, das auf dem Hands-on Prinzip basiert. Das Programm des Museums zielt darauf ab, die Besucher zum Mitmachen zu animieren. Etwa jährlich gibt es eine neue Mitmach-Ausstellung zu verschiedenen Themen aus Kunst, Kultur, Technik, Naturwissenschaft und Gesellschaft. Neben dem stationären Museum bringt das fahrende Museum – das kidsmobil – Workshops zu Schulklassen in ganz Kärnten. Dieses mobile Museumskonzept für Kinder wurde 2005 konzipiert und im Februar 2006 gestartet und war damit das Erste seiner Art in Österreich. Mittlerweile wurde es in ähnlicher Weise auch von anderen Kindermuseen wie dem Zoom in Wien und von Frida und Fred in Graz aufgegriffen.

## Geschichte
Das Museum entstand 2006 zunächst lediglich in mobiler Form als kidsmobil unter der Leitung von Sieglinde Sumper im Museum der Modernen Kunst Kärnten. Im Zuge einer Ausschreibung für das zwischenzeitlich freistehende, ehemalige European Design Depot der Architekten O&O Baukunst wurde der „Blaue Würfel“ dem Verein „wissens.wert.welt – blue cube & kidsmobil“ für ein stationäres Museum zur Miete bereitgestellt. Sieglinde Sumper und der zu jener Zeit gegründete Verein wurden von der Kulturabteilung des Landes Kärnten damit beauftragt, ein „Kinder- und Jugendkulturvermittlungszentrum“ entstehen zu lassen. Sieglinde Sumper baute als Geschäftsführerin von Beginn an das Programm mit Ausstellungen, Workshops und Konzepten für Dritte über die Jahre hinweg aus. 2014 kam der gemeinnützige Verein und damit das Museum aufgrund mangelnder Fördergelder unter Druck und stand kurz vor dem Aus, doch eine Petition konnte die weiterlaufende Finanzierung des Museums durch das Land Kärnten mit längerfristigen Förderperioden erreichen. Das Museum ist Mitglied von wichtigen Zusammenschlüssen im Bereich Wissens- und Kulturvermittlung für Kinder und Jugendliche wie etwa Hands On! - International Association of Children in Museums, dem ScienceCenter-Netzwerk oder Ecsite (European Network of Science Centres and Museums) und pflegt durch dutzende Kooperationen mit regionalen, nationalen und internationalen Institutionen ein breites Netzwerk über die Grenzen Kärntens hinaus.

## Kidsmobil Workshops

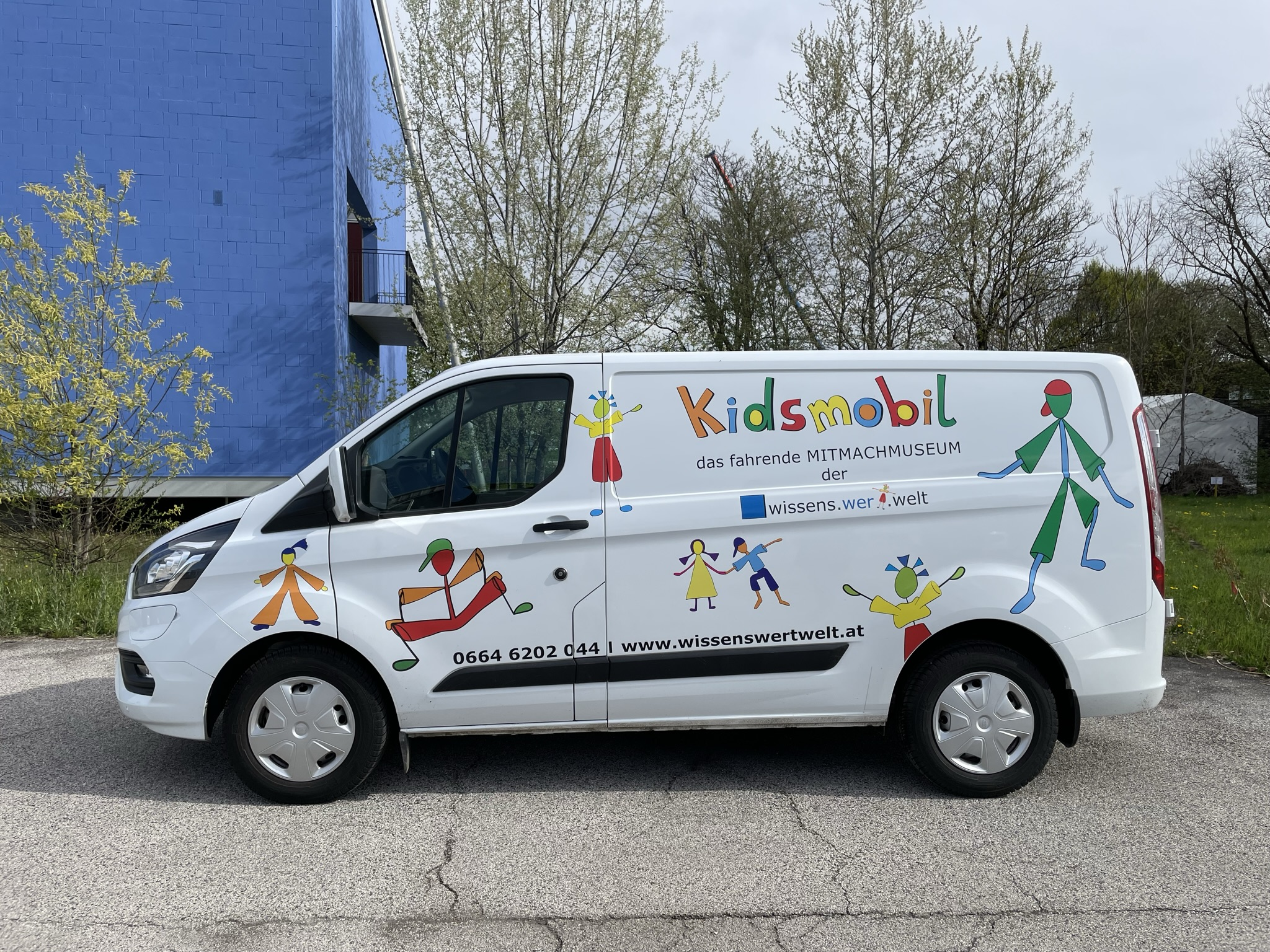
kidsmobil - das fahrende Museum der wissens.wert.welt

- Ölwechsel
- Wie die Bilder laufen lernten
- Mein Handy, Du und Ich
- Farbe & Co
- Steinzeit
- Als Omas Oma zur Schule ging
- Forschen & Entdecken
- Römer in Kärnten
- Informatik
- Energie & Klima
- Kärnten von vurn‘ bis hintn

## Ausstellungen
- 2014: Klima Alarm - CO2 Jäger gesucht!
- 2015: Steinzeit
- 2016: CSI - den Tätern auf der Spur
- 2017/18: More than Colours
- 2019/20: Expedition ins DIGI-TAL (virtueller Rundgang verfügbar)
- 2021/22: MusiKUSS (virtueller Rundgang verfügbar)

## Projekte und Ausstellungen mit Dritten und für Dritte (Auswahl)
- VHS Bewerbungstraining
- Kärntner Lesetag
- Klagenfurt 500
- Ausstellungs-Konzepte für Bergbaumuseum, Kelag und A1
- Sommercamp School of Rock
- Carinthija2020
- Steinzeitgarten mit Prähistorische Pfahlbauten um die Alpen
- World Peace Game